# Aim Rocks
Die Aim Rocks (frei übersetzt: Peilungsfelsen) sind kleine, dicht zusammenstehende Felseninseln im Archipel der Südlichen Shetlandinseln. Sie liegen östlich des Kap Timblón inmitten der Morton Strait zwischen Snow Island und der Livingston-Insel.
Das UK Antarctic Place-Names Committee verlieh ihnen 1961 einen deskriptiven Namen, da die Felsen als eine Landmarke zur sicheren Passage der südlichen Einfahrt zur Morton Strait dienen.